# Rodney Buford
Rodney Alan Buford (Milwaukee, 2 novembre 1977) è un ex cestista e allenatore di pallacanestro statunitense.

## Carriera
Dopo essere cresciuto presso la Vincent High School, Buford ha frequentato la Creighton University, dove nei quattro anni di permanenza ha fatto registrare una media di 17,9 punti e 6,1 rimbalzi a partita.
Queste prestazioni gli sono valse la chiamata al secondo giro del draft NBA 1999 (53ª scelta) da parte dei Miami Heat. Il debutto in NBA è avvenuto il 2 novembre 1999, in occasione del match contro i Detroit Pistons. La notte del 3 novembre 1999, a seguito di un controllo doganale a Toronto, Buford è stato trovato in possesso di una piccola quantità di marijuana: una settimana dopo è stato comunque reintegrato in squadra. Durante l'annata ha viaggiato a una media di 4,3 punti in 11,4 minuti di utilizzo.

Buford al Basket Rimini

Nell'estate successiva, dopo essere stato scambiato e tagliato dagli Charlotte Hornets, ha giocato per la prima volta in Europa, vestendo la maglia del Basket Rimini in Serie A1. È stato il trascinatore della squadra con 24,1 punti e 5,2 rimbalzi di media, tirando col 41,5% da tre punti. Tuttavia, dopo aver segnato 30 punti contro Milano il 17 dicembre 2000, si è imbarcato la mattina del 18 dicembre su un volo per gli Stati Uniti per tornare in NBA, con la società riminese che è riuscita a contattarlo solo poco prima dell'imbarco. Rimini, che fino a quel momento sfiorava la zona play-off, ha poi concluso la stagione all'ultimo posto, retrocedendo in Legadue.
Le ottime prestazioni italiane gli hanno permesso di essere ingaggiato dai Philadelphia 76ers di Allen Iverson, con cui ha disputato la restante parte di stagione fino al raggiungimento dei play-off e delle NBA Finals 2001, poi perse contro i Los Angeles Lakers di Shaquille O'Neal e Kobe Bryant. L'apporto è stato di 5,3 punti in 12,2 minuti giocati.
È rimasto in NBA anche nella stagione 2001-02, questa volta con i Memphis Grizzlies, dove ha avuto maggiore spazio nelle 63 partite disputate: ha giocato infatti 28,1 minuti a gara, durante i quali ha segnato 9,4 punti.
Nell'ottobre 2002 è tornato in Europa per vestire la maglia del Panathinaikos, realizzando 11,7 punti nel campionato greco e 9,3 punti nelle partite di Eurolega. La positività alla cannabis dopo un test antidoping gli ha impedito di terminare la stagione, ricevendo una squalifica di 40 giorni da parte della FIBA e il conseguente taglio da parte del club greco.
Nel novembre 2003 è stato firmato nuovamente in NBA dai Sacramento Kings, con cui ha disputato 6 partite salvo poi essere svincolato a dicembre. Buford sembrava tornare in Italia a gennaio, quando ha raggiunto un accordo con Roma, ma non ha superato le visite mediche. Dopo essere tornato negli Stati Uniti, nel febbraio ha accettato l'offerta dei Dakota Wizards, disputando quattro partite nel torneo CBA. A febbraio ha vestito nuovamente la maglia dei Sacramento Kings fino al termine della stagione, chiudendo con 1,9 punti in 6,4 minuti di media.
La carriera è proseguita ai New Jersey Nets, quinta esperienza NBA per lui. Il 22 dicembre 2004 ha segnato 22 punti contro i Cleveland Cavaliers, suo massimo in carriera in NBA. Nel febbraio 2005 ha subito un infortunio ai legamenti della caviglia sinistra che lo ha costretto a un mese di stop. Nelle 64 partite giocate ha messo a referto 7,0 punti a partita, in 20,5 minuti medi di presenza.
Nel novembre 2005 ha firmato un contratto con i Sioux Falls Skyforce (torneo CBA), rimanendovi per due mesi prima di emigrare in Ucraina, tra le file dell'Azovmash Mariupol, dove ha messo a referto 12,6 punti di media. La stagione successiva è stato chiamato dagli israeliani del Maccabi Tel Aviv, vicecampioni d'Europa, a sostituire Anthony Parker: nella breve parentesi in maglia gialla ha disputato due incontri di campionato e cinque di Eurolega, segnando 4,6 punti di media. Dopo essere stato tagliato a dicembre, a febbraio è tornato all'Azovmash Mariupol, ma ha giocato una sola partita: nello stesso mese è arrivata l'ennesima squalifica per doping della sua carriera, trovandosi nuovamente positivo alla cannabis in un controllo effettuato dopo l'incontro di Eurolega tra Maccabi e Cibona Zagabria del 23 novembre 2006.
Nel novembre 2007 è tornato a giocare nell'Azovmash Mariupol, segnando 12,3 punti a gara nel campionato ucraino e 11,2 in ULEB Cup. Nel marzo 2009 è stato ingaggiato dal Riyadi, squadra libanese di Beirut. La sua permanenza è durata però giusto il tempo di disputare due partite di campionato, prima di essere sostituito dal centro Nigel Dixon. Gli Eisbären Bremerhaven, società della massima serie tedesca, lo hanno scelto per la stagione 2009-10 in una rosa composta complessivamente da nove giocatori statunitensi. Il giorno della vigilia di Natale è tornato negli Stati Uniti adducendo la propria partecipazione a un funerale, ma da quel momento è risultato irreperibile alla società tedesca che lo cercava invano: il taglio, avvenuto pochi giorni dopo, è stato inevitabile nonostante i suoi 17,5 punti di media. Successivamente è andato a giocare al Fukien, nel campionato di Hong Kong, dove è stato nominato MVP della competizione.
Nel dicembre 2010 ha trovato un accordo con i ciprioti dell'AEL, chiudendo il rapporto il marzo seguente. Un mese più tardi è andato in Venezuela, ai Toros de Aragua, prima di tornare nuovamente a Hong Kong. Nel settembre 2011 è stato ufficializzato il suo ingaggio da parte degli Halifax Rainmen, squadra della lega canadese NBL che al tempo stesso ha ingaggiato anche un altro ex-NBA quale Eddie Robinson. Due mesi dopo Buford viene scambiato ai London Lightning, nella stessa lega canadese.
Ritiratosi dal basket giocato, intraprende l'attività di allenatore. Nel 2016 guida gli Omaha Chargers nella National Basketball League of America (NBLA), una lega minore di nuova formazione composta da cinque squadre, creata al fine di mettere in luce giocatori per eventuali ingaggi in altre leghe. Il torneo è stato poi vinto proprio dai Chargers di Buford.

## Statistiche

### College
| Anno      | Squadra            | PG  | PT | MP   | TC%  | 3P%  | TL%  | RP  | AP  | PRP | SP  | PP   |
| --------- | ------------------ | --- | -- | ---- | ---- | ---- | ---- | --- | --- | --- | --- | ---- |
| 1995-1996 | Creighton Bluejays | 29  | 11 | 25,9 | 46,2 | 39,0 | 72,8 | 4,2 | 1,4 | 1,7 | 0,8 | 14,5 |
| 1996-1997 | Creighton Bluejays | 30  | 30 | 31,6 | 43,9 | 37,9 | 73,6 | 5,6 | 1,6 | 1,5 | 0,6 | 19,6 |
| 1997-1998 | Creighton Bluejays | 28  | 28 | 30,9 | 42,4 | 32,7 | 71,7 | 7,3 | 2,1 | 1,5 | 0,3 | 18,9 |
| 1998-1999 | Creighton Bluejays | 31  | 30 | 32,6 | 46,9 | 44,0 | 82,0 | 7,2 | 2,2 | 1,9 | 0,3 | 18,6 |
| Carriera  | Carriera           | 118 | 99 | 30,3 | 44,7 | 38,0 | 75,3 | 6,1 | 1,8 | 1,7 | 0,5 | 17,9 |

### NBA

#### Regular Season
| Anno      | Squadra            | PG  | PT | MP   | TC%  | 3P%  | TL%  | RP  | AP  | PRP | SP  | PP  |
| --------- | ------------------ | --- | -- | ---- | ---- | ---- | ---- | --- | --- | --- | --- | --- |
| 1999-2000 | Miami Heat         | 34  | 0  | 11,4 | 41,1 | 24,1 | 72,7 | 1,4 | 0,6 | 0,3 | 0,2 | 4,3 |
| 2000-2001 | Philadelphia 76ers | 47  | 0  | 12,2 | 43,2 | 42,1 | 82,8 | 1,6 | 0,4 | 0,4 | 0,1 | 5,3 |
| 2001-2002 | Memphis Grizzlies  | 63  | 21 | 28,1 | 43,5 | 24,3 | 72,5 | 4,3 | 1,1 | 0,7 | 0,2 | 9,4 |
| 2003-2004 | Sacramento Kings   | 22  | 0  | 6,4  | 33,9 | 0,0  | 50,0 | 0,7 | 0,3 | 0,3 | 0,0 | 1,9 |
| 2004-2005 | N.J. Nets          | 64  | 17 | 20,5 | 38,2 | 31,5 | 82,2 | 3,0 | 1,0 | 0,6 | 0,1 | 7,0 |
| Carriera  | Carriera           | 230 | 38 | 18,2 | 41,2 | 30,0 | 75,8 | 2,6 | 0,8 | 0,5 | 0,1 | 6,4 |

#### Playoffs
| Anno     | Squadra            | PG | PT | MP   | TC%  | 3P%  | TL%  | RP  | AP  | PRP | SP  | PP   |
| -------- | ------------------ | -- | -- | ---- | ---- | ---- | ---- | --- | --- | --- | --- | ---- |
| 2000     | Miami Heat         | 1  | 0  | 16,0 | 50,0 | 50,0 | 100  | 1,0 | 1,0 | 0,0 | 0,0 | 11,0 |
| 2001     | Philadelphia 76ers | 15 | 0  | 4,8  | 33,3 | 50,0 | 100  | 0,8 | 0,2 | 0,3 | 0,1 | 1,4  |
| 2004     | Sacramento Kings   | 5  | 0  | 6,4  | 41,7 | 33,3 | 50,0 | 1,0 | 0,6 | 0,4 | 0,0 | 2,4  |
| 2005     | N.J. Nets          | 3  | 0  | 1,3  | -    | -    | -    | 0,0 | 0,0 | 0,0 | 0,0 | 0,0  |
| Carriera | Carriera           | 24 | 0  | 5,2  | 38,6 | 45,5 | 83,3 | 0,8 | 0,3 | 0,3 | 0,0 | 1,8  |

## Palmarès
- Campionato greco: 1

Panathinaikos: 2002-03
- Coppa di Grecia: 1

Panathinaikos:	2002-03
- Coppa d'Ucraina: 2006, 2008
- Campione d'Ucraina: 2006, 2008
- Campione NBL Canada: 2012, 2013
- NBL Canada Sixth Man of the Year: 2013